# Sanhuikou
Sanhuikou (kinesiska: 三汇口) är en socken i sydvästra Kina. Den ligger i stadsdistriktet Kaizhou i storstadsområdet Chongqing, omkring 240 kilometer nordost om det centrala stadsdistriktet Yuzhong. Antalet invånare är 13 190. Befolkningen består av 6 491 kvinnor och 6 699 män. Barn under 15 år utgör 25,0 %, vuxna 15-64 år 58 %, och äldre över 65 år 15,0 %.